# Okolona (Arkansas)
Okolona ist eine Town im Clark County im Bundesstaat Arkansas der Vereinigten Staaten. Bei der letzten Volkszählung im Jahr 2010 hatte Okolona 147 Einwohner.

## Lage
Okolona liegt im Südwesten des Bundesstaates Arkansas, etwa 90 Kilometer nordöstlich von Texarkana und 125 Kilometer südwestlich von Little Rock in der Nähe des Little Missouri River. Die Stadt liegt an der Kreuzung zwischen den Arkansas Highways 51 und 182. Elf Kilometer südlich von Okolona befindet sich eine Anschlussstelle an den Interstate 30.

## Geschichte
Die ersten bekannten Bewohner des Gebietes um die heutige Stadt Okolona waren amerikanische Ureinwohner der Caddo. Die ersten europäischstämmigen Siedler kamen während der 1830er-Jahre in die Gegend und gründeten eine neue Siedlung. Der Name Okolona wurde von der Stadt Okolona im Bundesstaat Mississippi übernommen, wo die Siedler ursprünglich herkamen. Ab 1833 gab es in Okolona eine Schule. 1858 erhielt das Dorf eine Poststelle und in den 1860er-Jahren wurden mehrere Geschäfte eröffnet.

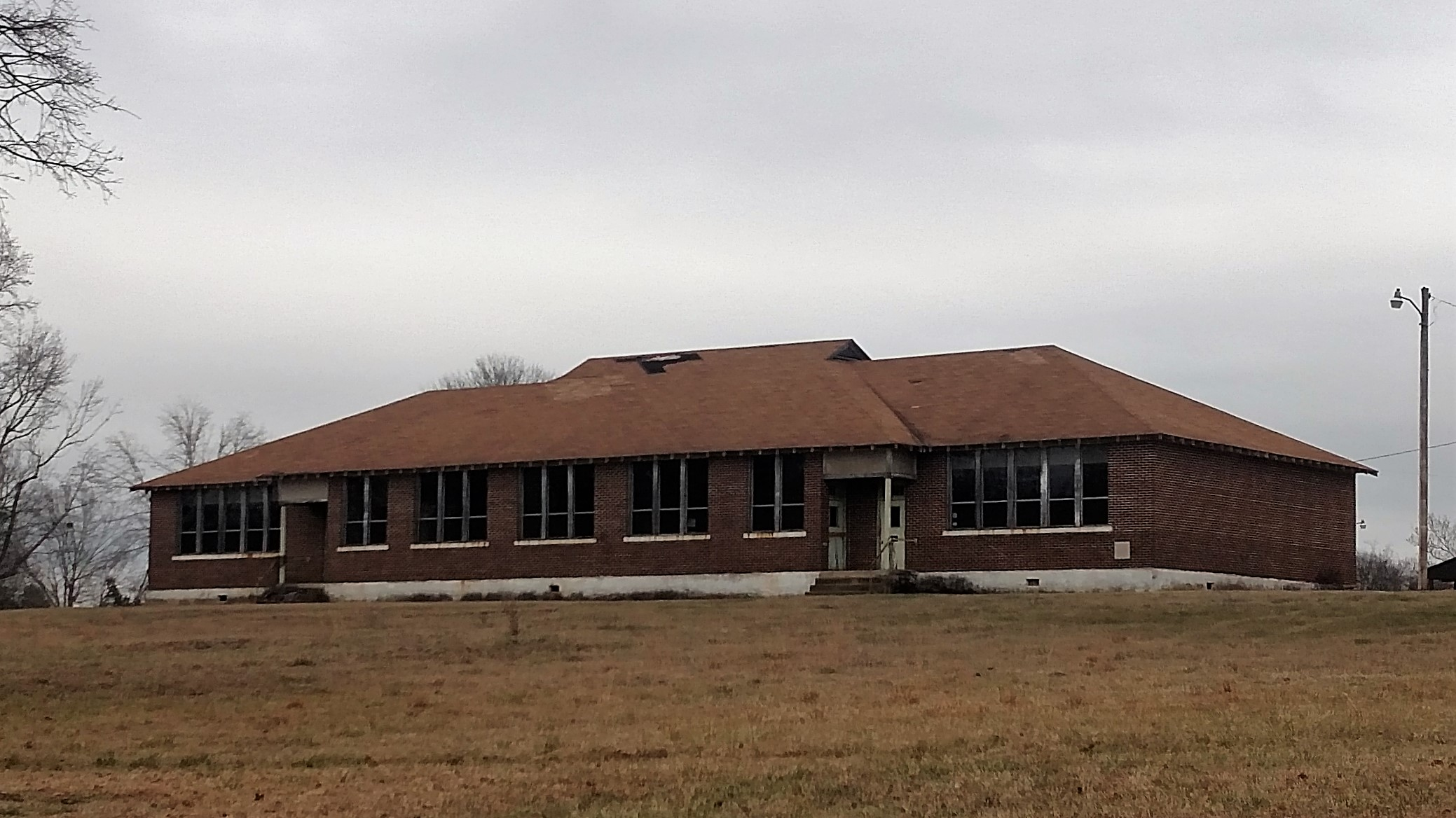
Frühere Schule in Okolona

1857 wurde ein neues Schulgebäude errichtet. Am 2. und 3. April 1864 ereignete sich bei Okolona im Rahmen des Sezessionskrieges die Schlacht bei Elkin’s Ferry. Nach dem Ende des Bürgerkrieges fing Okolona langsam an zu wachsen. Die Bevölkerung des Dorfes lebte zu diesem Zeitpunkt überwiegend von der Landwirtschaft, insbesondere vom Anbau von Baumwolle. Im Jahr 1871 gründete man in Okolona das „Okolona Male and Female Institute“. 1890 kam es zur Gründung der örtlichen Highschool.
Im Jahr 1885 wurde Okolona an das Eisenbahnnetz angebunden. Ursprünglich endete die Bahnstrecke in dem nahegelegenen Dorf Burtsell, die Bewohner von Okolona sammelten jedoch knapp 5000 US-Dollar für die Erweiterung zusammen. Am 15. November 1902 wurde Okolona offiziell als Town inkorporiert. Die Bahnstrecke bei Okolona wurde 1917 Teil der Northern Pacific Railway. Im Jahr 1928 erhielt die Stadt eine Schule für die afroamerikanische Bevölkerung, diese wurde nach dem Ende der Rassentrennung in den 1960er-Jahren mit der Okolona High School fusioniert.
Bereits seit den 1950er-Jahren ist die Bevölkerung in Okolona stark rückläufig. Lebten 1940 noch 525 Menschen in Okolona, so waren es 1990 nur noch 113. Die meisten Bewohner verließen Okolona in nahegelegene größere Städte wie beispielsweise Arkadelphia. Im Jahr 1973 wurde Okolona an die Trinkwasserversorgung angeschlossen, seit 1982 gibt es in der Stadt eine Freiwillige Feuerwehr. Am 1. Juli 1987 wurde der Okolona School District aufgelöst und die dazu gehörigen Schulen geschlossen. Die Schulkinder aus Okolona besuchten seitdem die Schulen in der Nachbarstadt Gurdon.

## Bevölkerung

### Census 2010
Beim United States Census 2010 hatte Okolona 147 Einwohner, die sich auf 65 Haushalte und 44 Familien verteilten. 78,9 % der Einwohner waren Weiße und 19,7 % Afroamerikaner; 0,7 % der Einwohner waren anderer Abstammung und 0,7 % hatten zwei oder mehr Abstammungen. Hispanics und Latinos machten ebenfalls 0,7 % der Gesamtbevölkerung aus. In 55,4 % der Haushalte lebten verheiratete Ehepaare, 7,7 % der Haushalte setzten sich aus alleinstehenden Frauen und 4,6 % aus alleinstehenden Männern zusammen. 32,3 % der Haushalte hatten Kinder unter 18 Jahren, die bei ihnen wohnten und in 30,8 % der Haushalte lebten Senioren über 65 Jahre.
Das Medianalter lag in Okolona im Jahr 2010 bei 41,8 Jahren. 21,4 % der Einwohner waren jünger als 18 Jahre, 7,3 % waren zwischen 18 und 24, 25,8 % zwischen 25 und 44, 27,8 % zwischen 45 und 64 und 17,7 % der Einwohner waren 65 Jahre oder älter. 45,6 % der Einwohner waren männlich und 54,4 % weiblich.

### Census 2000
Beim United States Census 2000 lebten in Okolona 160 Einwohner in 70 Haushalten und 45 Familien. 68,12 % der Einwohner waren Weiße und 31,88 % Afroamerikaner. Zum Zeitpunkt der Volkszählung betrug das Medianeinkommen in Okolona pro Haushalt 30.833 US-Dollar und pro Familie 35.000 US-Dollar. Das durchschnittliche Pro-Kopf-Einkommen lag bei 14.319 US-Dollar. 0,6 % der Einwohner von Okolona lebten unterhalb der Armutsgrenze.

## Persönlichkeiten
- G. Lloyd Spencer (1893–1981), Politiker, wuchs in Okolona auf